# Лёгкая промышленность России
Лёгкая промышленность как отрасль крупной фабричной индустрии появилась в России во второй половине XVIII века. Толчок техническому прогрессу в лёгкой промышленности дали крупные изобретения XVIII века — такие, как прядильная машина, ткацкий станок, кард-машина. Изобретения обусловили переход текстильной промышленности из стадии капиталистической мануфактуры в стадию крупной машинной индустрии.

## Дореволюционный период
В России первые предприятия лёгкой промышленности появились в XVII веке. До XIX века российская лёгкая промышленность была представлена суконными, полотняными и другими мануфактурами, созданными главным образом при помощи государства и выполнявшими казённые заказы. Быстрый рост большинства отраслей лёгкой промышленности начался во второй половине XIX века, когда помещичьи фабрики, базировавшиеся на труде крепостных крестьян, стали вытесняться капиталистическими фабриками, основанными на труде наёмных рабочих. Наиболее интенсивно этот процесс развивается в 1860-е годы.
В конце XIX века лёгкая промышленность определяла индустриальное развитие России, занимая значительную долю в общем объёме промышленного производства (32,4 % в 1887 году, 26,1 % в 1900 году). Некоторые отрасли практически отсутствовали — например, трикотажная промышленность.
Размещение предприятий по территории Российской империи было неравномерным. Наибольшее количество предприятий было в Московской, Тверской, Владимирской, Петербургской губерниях. Предприятия лёгкой промышленности располагались в бывших центрах кустарных промыслов (ткаческих, портняжных, кружевных) с дешёвой рабочей силой.
Во всех отраслях лёгкой промышленности преобладал ручной труд, уровень жизни рабочих лёгкой промышленности был очень низким. Главными проблемами отрасли в то время были слабая сырьевая база и отсталость машиностроения. Россия ввозила примерно половину необходимого сырья (красители, шёлк-сырец) и почти всё оборудование. Предметами экспорта были такие сырьевые товары как мелкое кожаное сырьё, коконы тутового шелкопряда, сафьян, юфть, меха.
Экономический кризис 1900—1903 годов затронул отрасль одной из первых, но оказался не таким затяжным, как в других отраслях. Уже в 1908 году выпуск продукции по сравнению с 1900 годом вырос в 1,5 раза (сказался рост покупательной способности крестьян, освобождённых в 1905 году от выкупных платежей).
Дореволюционная лёгкая промышленность характеризуется массовым рабочим движением. Наиболее известными выступлениями рабочих являются стачки ткачей фабрики Морозова в Орехово-Зуеве (1885 год), фабрики Торнтона в Петербурге (1895 год), иваново-вознесенских ткачей (1905 год). Большую роль в декабрьском восстании в Москве, в 1905 году сыграли рабочие Прохоровской мануфактуры. Иваново-вознесенские ткачи создали Совет уполномоченных, который фактически стал одним из первых Советов рабочих депутатов в России. Также рабочие лёгкой промышленности приняли активное участие в Февральской и Октябрьской революциях и Гражданской войне.

## Советский период
В результате Первой мировой войны, двух революций и Гражданской войны валовой выпуск продукции лёгкой промышленности резко снизился и в 1921 году составлял примерно 10—15 % от уровня 1913 года. В 1921—1925 годах начали воссоздаваться фабричная обувная, швейная и трикотажная промышленность, а в Средней Азии и Закавказье — шёлкомотальная и шёлковая промышленность. Начато строительство новых предприятий различных подотраслей: хлопчатобумажных, суконно-камвольных, шёлкоткацких и шёлкомотальных, трикотажных, швейных, обувных. Принятые меры позволили к 1928 году превзойти объёмы производства 1913 года.
До начала Великой Отечественной войны в СССР были построены следующие крупные предприятия:
- хлопчатобумажные комбинаты в Ташкенте и Барнауле;
- льняные в Смоленске, Орше и Вологде;
- шерстяные в Киеве, Семипалатинске и Монино (Московская область).

Также быстрыми темпами развивались обувная, кожевенная и галантерейная промышленность. Рост выпуска продукции обеспечивался соответствующим увеличением производства сырья и оборудования.
В годы Великой Отечественной войны лёгкая промышленность СССР понесла тяжёлый урон, были разрушены многие предприятия лёгкой промышленности. Тем не менее, даже в условиях войны лёгкая промышленность смогла полностью обеспечить советских солдат обмундированием, обувью и другими предметами вещевого довольствия.
В послевоенные годы происходило быстрое восстановление и развитие отрасли. В 1950 году выпуск продукции составил 112 % от объёма 1940 года. Кроме того, технический уровень многих предприятий оказался намного выше довоенного за счёт механизации и автоматизации производства.
В 1950—1960-е годы были построены следующие крупные предприятия:
- хлопчатобумажные комбинаты в Камышине, Энгельсе, Херсоне, Барнауле (2-й комбинат), Душанбе (2-я очередь комбината), Чебоксарах, Ярцеве, Омске, Гори, Калинине;
- шерстяные в Минске, Брянске, Краснодаре, Иванове, Свердловске, Канске, Чернигове;
- шёлковые в Красноярске, Наро-Фоминске, Ленинабаде, Кемерово Чайковском;
- льняные в Житомире, Ровно, Великих Луках, Паневежисе;
- трикотажные в Чебоксарах, Уфе, Белово, Абакане;
- кожевенно-обувные в Ульяновске, Улан-Удэ, Великих Луках, Джамбуле, Ворошиловграде, Таллине, Новосибирске, Орле, Воронеже, Камышлове и Баку.

Растут объёмы производства сырья: хлопка, шерсти, льна, кожаного сырья, химических волокон.
СССР был одним из мировых лидеров в лёгкой промышленности в мире, изделия успешно экспортировались в другие страны. Советский Союз занимал первое место в мире по производству обуви, второе место по производству текстильных и швейных изделий.
В 1990 году доля отрасли в общем объёме производства СССР составляла 11,9 %.

## Постсоветский период
В 1990-е годы произошёл значительный спад производства изделий лёгкой промышленности. Открытие рынка привело к массовому притоку дешёвых импортных товаров. Продукция лёгкой промышленности оказалась неконкурентоспособной по сравнению с иностранными производителями, особенно с Китаем. Распад СССР усложнил поставки сырья из бывших советских республик; в наибольшей степени это сказалось на хлопчатобумажной промышленности, поскольку хлопчатник в России из-за её природно-климатических условий не выращивается. Доля лёгкой промышленности в ВНП начала сокращаться.
В 2003 году доля лёгкой промышленности в общем объёме производства страны составляла 1,4 %.
Предприятия лёгкой промышленности расположены практически во всех субъектах Российской Федерации. Регионы с наибольшей долей легкой промышленности представлены в таблице. Среди российских регионов особенно выделяется Ивановская область, в которой лёгкая промышленность является основной отраслью промышленности.
| Удельный вес лёгкой промышленности в общем объёме производства региона в 2003 году, % |              |
| Регион                                                                                | Удельный вес |
| Ивановская область                                                                    | 32,8         |
| Еврейская автономная область                                                          | 7,9          |
| Тверская область                                                                      | 6,8          |
| Чувашия                                                                               | 6,5          |
| Костромская область                                                                   | 5,8          |
| Рязанская область                                                                     | 5,5          |
| Владимирская область                                                                  | 5,2          |
| Псковская область                                                                     | 4,6          |
| Ростовская область                                                                    | 4,5          |
| Ульяновская область                                                                   | 4,2          |
| Кабардино-Балкария                                                                    | 4,0          |

Лёгкая промышленность России в 2005 году включала около 14 тысяч предприятий и организаций, из которых 1437 относились к крупным и средним. Тем не менее, 70 % объёма производства приходится на 300 наиболее крупных предприятий. Общая численность занятых в отрасли составляла свыше 550 тыс. человек, из них 80 % — женщины. Доля продукции, производимой по заказам силовых структур, составляла около 11 % от общего объёма выпуска продукции лёгкой промышленности. Объёмы производства продолжают сокращаться; в 2005 году по сравнению с 2004 годом объёмы производства в текстильной и швейной промышленности сократились на 1,5 %, в кожевенной и обувной промышленности — на 2,7 %. Доля российского производства в общем объёме оборота товаров лёгкой промышленности в России составляет всего 20 %. В лёгкой промышленности функционируют 20 специализированных научно-исследовательских институтов.
Основные проблемы отрасли:
- низкий уровень заработной платы. Лёгкая промышленность непривлекательна для молодежи и специалистов. В январе 2006 года среднероссийский уровень заработной платы в текстильном и швейном производствах составлял 4054 рубля (46 % от среднего уровня заработной платы в перерабатывающих отраслях промышленности)[6]
- использование морально и физически устаревшего технологического оборудования. На начало 2005 года доля оборудования, эксплуатируемого более 10 лет, составляла 77,4 %. Ежегодное обновление парка оборудования в отрасли не превышало 3 — 4 %, в то время как в экономически развитых странах аналогичный показатель составлял 14—16 %[6]
- высокая доля теневого и незаконно ввезенного товара на потребительском рынке. Более 62 % изделий лёгкой промышленности, представленных на российском рынке — товары теневого производства или товары, незаконно ввезенные на территорию России[6]
- большинство предприятий сосредоточено в провинции и многие из них являются градообразующими. В случае банкротства таких предприятий без работы останется значительная часть населения таких городов[8]
- нехватка у предприятий собственных средств на развитие производства[11]

Крупнейшие компании отрасли:
- «Чайковский текстиль» — крупнейший производитель тканей для нужд силовых ведомств и спецодежды;
- «Глория Джинс» — крупнейший производитель изделий бытового назначения;
- «БТК холдинг» — крупнейший производитель швейных изделий всех видов назначения;
- «Восток-Сервис» — ассоциация предприятий текстильной и легкой промышленности, включающая 10 текстильных, швейных и обувных фабрик (292 место в рейтинге Эксперт-400 в 2007 году);
- «Альянс „Русский Текстиль“» — производство и реализация готовой текстильной продукции и всех видов ткани, производство одежды, фурнитуры, дистрибуция товаров текстильного производства (330 место в рейтинге Эксперт-400 в 2007 году)[12];
- «Интер-Мода» — производство и реализация верхней одежды, фурнитуры (член ТПП Российской Федерации).

В 2005 году Минпромэнерго Российской Федерации разработало план мероприятий по развитию лёгкой промышленности на 2006—2008 годы, который включал следующие направления:
- формирование цивилизованного внутреннего рынка потребительских товаров;
- стимулирование инвестиционного процесса;
- развитие сырьевой базы лёгкой промышленности;
- стимулирование экспорта;
- развитие инновационной деятельности;
- подготовка кадров[6].

Тем не менее положение в лёгкой промышленности России продолжает оставаться тяжёлым, объёмы производства — низкими. По данным на 2012 год, продукция российского легпрома занимает лишь четверть рынка. Относительно неплохо обстоит дело с производством одеял, подушек и постельного белья (здесь продукция отечественного производителя уверенно доминирует над импортом, занимая до 80 % рынка). В то же время в России в 2012 году было выпущено:
- 1,3 млн штук пальто и 2,1 млн штук зимних курток (в них можно было бы одеть лишь четверть жителей Москвы, или же население трёх крупных городов — Самары, Челябинска и Омска);
- 6 млн штук женских платьев (лишь каждая 12-я россиянка могла бы приобрести платье российского производства);
- 18 млн пар брюк (брюки отечественного производства мог бы надеть лишь каждый третий россиянин);
- 104 млн пар обуви (хватило бы лишь для взрослого населения России, но не для детей)[13].

Профессиональный праздник «День работников лёгкой промышленности» отмечается во второе воскресенье июня. Учреждён Указом Президиума Верховного Совета СССР № 3018-Х от 1 октября 1980 года «О праздничных и памятных днях». Сейчас этот праздник называется «День работников текстильной и лёгкой промышленности», учреждённый Указом Президента РФ № 1111 от 17 июня 2000 г. «О Дне работников текстильной и лёгкой промышленности».

### 2020-е годы
По информации Минэкономразвития с 2021 года по май 2024 в России в сфере легкой промышленности было запущено 15 000 новых предприятий. В 2023 году выпуск российской продукции в данной отрасли составил 2,2 трлн рублей, что на 4,3% выше чем годом ранее. Объём готовой продукции впервые превысил сегмент тканей и текстильного сырья. Подобная позитивная динамика объясняется экспертами сокращением импорта из «недружественных» стран, что создало для отрасли самые благоприятные условия за последние 30 лет.
Ежегодная государственная поддержка данной сферы в 2022—2024 годах составила 2 млрд рублей.
По информации Минпромторга, начиная с 2022 года, обозначилась тенденция популяризации российских брендов одежды. В 2023 году объем отгруженных товаров легкой промышленности РФ увеличился по сравнению с 2022 годом вырос на 20% и составил 1,35 трлн рублей. Самый большой рост зафиксирован в сфере производства одежды — 23,8%; кожи и изделий из нее — 22%; текстильных изделий — плюс 16,4%. 
На IV Международном научно-практическом симпозиуме «Технический текстиль России: нетканые материалы, сырьё, реинжиниринг», который состоялся 14 марта 2023 года в рамках Российской текстильной недели, отраслевые учёные и промышленники выступили за «Год легпрома в России».